# Autumn's Grey Solace
Gli Autumn's Grey Solace sono un gruppo musicale statunitense, costituito dalla cantante Erin Welton e dal polistrumentista Scott Ferrell. La loro attività ha inizio nei primi anni 2000.

## Storia
Erin Welton e Scott Ferrell nascono e crescono a St. Augustine, in Florida. Si conoscono poco più che ventenni e decidono di unirsi in un progetto musicale. Nel 2001 raccolgono i loro brani e pubblicano un anno dopo l'album Within the Depts of a Darkened Forest, che segna il debutto ufficiale del duo. Col tempo il duo si fa conoscere anche dal vivo. In un concerto vengono contattati da Sam Rosenthal, il quale li chiama ad entrare nella sua Projekt.
Nel 2004 pubblicano il secondo album, il primo per l'etichetta di Brooklyn, intitolato Over the Ocean. Il disco, di matrice dream pop, si caratterizza di un'elettronica in forma pura che evoca dimensioni paradisiache e malinconiche.
A nemmeno un anno di distanza, il duo pubblica il disco della consacrazione. Si tratta di Riverine, caratterizzato da un corposo uso di elettronica e da un'estensione più ampia della voce della Welton.
Il quarto album è del 2006 e s'intitola Shades of Grey. In questo disco il duo rompe col passato pubblicando un lavoro rock, vicino al gothic e lontano dai precedenti. Le chitarre si fanno pesanti e distorte, mentre la voce della Welton si mantiene su tonalità basse. 
Dopo questo disco, il gruppo decide di concedersi una pausa. Inoltre scelgono di accantonare la musica gothic, in favore di un ritorno al sound dei primi tre album. 
Con questi presupposti nasce Ablaze, pubblicato nel 2008 e di stampo rock pop.
Passati ormai definitivamente all'ethereal wave, nel 2011 pubblicano Eifelian.
L'anno dopo esce Divinian, album intimo ed evocativo, considerato il capolavoro del duo.

## Discografia
- 2002 - Within the Depths of a Darkened Forest
- 2004 - Over the Ocean
- 2005 - Riverine
- 2006 - Shades of Grey
- 2008 - Ablaze
- 2011 - Eifelian
- 2012 - Divinian
- 2014 - Monajjfyllen
- 2016 - Windumæra
- 2017 - Celestial Realms
- 2018 - Eocene
- 2019 - Englelícra
- 2021 - XIII